# آتاکارا
آتاکارا (به لاتین: Atakara) یک منطقهٔ مسکونی در بنگلادش است که در ناحیه چاندپور واقع شده‌است.